# خورخه باریوس (بازیکن فوتبال)
خورخه باریوس (انگلیسی: Jorge Barrios؛ زادهٔ ۲۴ ژانویهٔ ۱۹۶۱) بازیکن فوتبال اهل اروگوئه است.
از باشگاه‌هایی که در آن بازی کرده‌است می‌توان به المپیاکوس، باشگاه فوتبال پنیارول، باشگاه فوتبال مونته‌ویدئو واندررز، و باشگاه فوتبال مونته‌ویدئو واندررز، و تیم ملی فوتبال اروگوئه، باشگاه فوتبال مونته‌ویدئو واندررز، و باشگاه فوتبال پنیارول اشاره کرد.
وی همچنین در تیم ملی فوتبال Uruguay بازی کرده‌است.